# 木姐縣
木姐縣，木姐县华人又译作木姐州，是緬甸撣邦下轄的一個縣，其區域面積為7,413.9平方公里，2014年人口453,495人，县治木姐。

## 行政區劃
木姐縣下辖2个镇区：
- 木姐鎮區
- 南坎鎮區